# Ivar Slik
Ivar Slik (Nigtevecht, 27 mei 1993) is een Nederlands wielrenner. Hij is een broer van wielrenster Rozanne Slik.

## Palmares

### Gravel
2022
Unbound Gravel
Traka 200 miles

### Strandrace
| Seizoen                        | EK   | NK     | Overige                     | Totaal aantal zeges |
| ------------------------------ | ---- | ------ | --------------------------- | ------------------- |
| 2019-2020                      | Goud | Goud   |                             | 2                   |
| geen wedstrijden in 2020-2021. |      |        |                             |                     |
| 2021-2022                      | 6e   | 7e     | Hoek van Holland-Den Helder | 1                   |
| 2022-2023                      | ?    | Zilver | ?                           | ?                   |
| Totaal                         | 0    | 0      | 6                           | 6                   |

### Wegwielrennen

#### Overwinningen
2012 - 2 zeges
Proloog Istrian Spring Trophy
Jongerenklassement Triptyque des Monts et Châteaux
Ronde van Midden-Nederland
2018 - 1 zege
3e etappe Ronde van Fuzhou
2019
Bergklassement Dwars door Hauts-de-France
Proloog Sibiu Cycling Tour
1e etappe Ronde van Roemenië
3e etappe Ronde van Fuzhou

#### Resultaten in voornaamste wedstrijden
| Jaar | Gent-Wevelgem | Ronde van Vlaanderen | Parijs-Tours |
| ---- | ------------- | -------------------- | ------------ |
| 2015 | opgave        | opgave               | 83e          |
| 2016 | opgave        | opgave               |              |

## Ploegen
- 2012 –  Rabobank Continental Team
- 2013 –  Rabobank Development Team
- 2013 –  Belkin-Pro Cycling Team (stagiair vanaf 1-8)
- 2014 –  Rabobank Development Team
- 2015 –  Roompot Oranje Peloton
- 2016 –  Roompot-Oranje Peloton
- 2017 –  Monkey Town Continental Team
- 2018 –  Monkey Town Continental Team
- 2019 –  Monkey Town-à Bloc
- 2020 –  À Bloc CT
- 2021 –  À Bloc CT
- 2022 –  À Bloc CT (tot 25-2)